# Beautiful Day (musikalbum)
Beautiful Day är ett studioalbum av den svenska popsångerskan Pernilla Wahlgren, släppt den 23 augusti 2006.

## Låtlista
1. Say Say Say
2. Come Inside My World
3. Don't Say Goodbye
4. Bridge to His Heart
5. Talking to an Angel
6. I Want You to Hold Me
7. Always Be You
8. Angels Cry
9. I Wanna Be Your Lover
10. Beautiful Day
11. Crashed & Burned
12. Til the End of Time

## Listplaceringar
| Lista (2006) | Topplacering |
| ------------ | ------------ |
| Sverige      | 42           |

### Fotnoter
1. ↑  ”Beautiful Day”. Swedishcharts. 26 februari 2006. http://swedishcharts.com/showitem.asp?interpret=Pernilla+Wahlgren&titel=Beautiful+Day&cat=a. Läst 23 augusti 2014.